# Zdzisław Smorąg
Zdzisław Smorąg (ur. 26 stycznia 1943 w Chwaścicach) – polski profesor nauk rolniczych. Specjalizuje się w zagadnieniach z zakresu fizjologii i rozrodu zwierząt.
Przez 25 lat (do 2016 r.) kierownik Zakładu Biotechnologii Rozrodu Zwierząt (obecnie Zakładu Biotechnologii Rozrodu i Kriokonserwacji) Instytutu Zootechniki – Państwowego Instytutu Badawczego w Balicach. Jest twórcą kompleksowego programu badań i rozwoju technologii związanych z biotechnologią rozrodu zwierząt gospodarskich w Polsce, takich jak diagnostyka andrologiczna i regulacja płci, pozaustrojowe uzyskiwanie, kriokonserwacja oraz hodowla in vitro gamet i zarodków, klonowanie zarodkowe i somatyczne oraz transgeneza zwierząt.
Jest członkiem Komisji Nauk Rolniczych, Leśnych i Weterynaryjnych Polskiej Akademii Umiejętności. W 2019 został wybrany członkiem rzeczywistym Polskiej Akademii Nauk.

## Nagrody i wyróżnienia
Uhonorowany m.in.:
- Nagrodami Ministra Nauki i Szkolnictwa Wyższego za wybitne osiągnięcia na rzecz gospodarki (2008),

- Krzyżami Kawalerskim oraz Oficerskim Orderu Odrodzenia Polski